# استلین (داکوتای جنوبی)
استلین(به انگلیسی: Estelline) شهری در ایالت داکوتای جنوبی کشور ایالات متحده آمریکا است که جمعیت آن در سرشماری سال ۲۰۱۰ میلادی، ۷۶۸ نفر بوده‌است.